# 古埃纳赫
古埃纳赫（法語：Gouesnach）是法国菲尼斯泰尔省的一个市镇，位于该省南部，属于坎佩尔区。该市镇总面积17.07平方公里，2009年时的人口为2535人。

## 人口
古埃纳赫人口变化图示